# Seán Power
Seán Power (irisch Seán de Paor; * 14. Oktober 1960 in Caragh, Naas (Irland), County Kildare) ist ein ehemaliger irischer Politiker der Fianna Fáil.

## Biografie
Power wurde 1989 als Abgeordneter (Teachta Dála) des Unterhauses (Dáil Éireann) für den Wahlkreis Kildare gewählt. Er folgte damit unmittelbar seinem Vater Paddy Power.
Die nachfolgenden Wahlen 1992, 1997, 2002 und 2007 brachten ihm stets einen Erfolg, sodass er in den Dáil Éireann einziehen konnte. Bei den Wahlen zum Dáil Éireann 2011 unterlag er den übrigen Kandidaten. Er wurde 2014 in den Kildare County Council gewählt.
Am 29. September 2004 wurde Power in der Regierung Ahern II zum Staatsminister für Gesundheitsförderung im Gesundheitsministerium ernannt. In der darauf folgenden Regierung Ahern III wurde er am 20. Juni 2007 zum Staatsminister für Gleichstellungsbelange im Justizministerium ernannt. Diesen Posten konnte er nur ein Jahr ausüben, bis er in der Regierung Cowen am 13. Mai 2008 zum Staatsminister für die Informationsgesellschaft und natürliche Ressourcen im Kommunikationsministerium ernannt. Als die Finanzkrise im Jahr 2009 Irland kräftig erschütterte, verlangte der Taoiseach Cowen den Rücktritt aller Staatsminister. Da nicht mehr so viele Ministerposten vergeben werden sollten, verlor Power am 22. April 2009 seine Position als Staatsminister.